# Ганс-Петер Макепранг
Ганс-Петер Макепранг (нім. Hans-Peter Mackeprang; 3 грудня 1911, Каппельн — ?) — німецький офіцер-підводник, оберлейтенант-цур-зее резерву крігсмаріне.

## Біографія
1 жовтня 1935 року вступив на флот. Після проходження навчання з 15 лютого 1936 року служив в 1-й флотилії R-катерів. 30 вересня 1936 року звільнений у відставку. 3 січня 1940 року призваний на службу і призначений в 1-шу роту 1-го морського унтерофіцерського навчального дивізіону (Глюксбург). З березня 1940 року служив в 13-му дивізіону корабельного озброєння (Зассніц). З липня по 20 серпня 1940 року пройшов підготовку в 2-й роті 2-го морського унтерофіцерського навчального дивізіону (Везермюнде). З 21 серпня 1940 року служив на форпостенботі V5309 з 53-ї флотилії (Ставангер).
З 5 липня по 17 грудня 1943 року пройшов курс підводника, після чого був переданий в розпорядження 23-ї флотилії (Готенгафен). З 21 березня 1944 року — 2-й, з 13 жовтня 1944 року — 1-й вахтовий офіцер на підводному човні U-759, на якому взяв участь у двох походах. З 16 грудня 1944 по 25 січня 1945 року пройшов курс командира човна, з 26 січня по 3 лютого — курс позиціонування (радіовимірювання), після чого був переданий в розпорядження 11-їй флотилії (Берген). З 14 березня 1945 року — 1-й вахтовий офіцер на U-244. З 10 травня 1945 року виконував обов'язки командира U-244. 15 квітня 1945 року вийшов у свій перший і останній похід. 14 травня 1945 року здався британським військам в Лох-Еріболл. 22 квітня 1948 року звільнений.

## Звання
- Рекрут (1 жовтня 1935)
- Оберматрос резерву (30 вересня 1936)
- Боцманмат резерву (1 квітня 1940)
- Штурман резерву (1 серпня 1940)
- Лейтенант-цур-зее резерву (1 квітня 1941)
- Оберлейтенант-цур-зее резерву (1 жовтня 1943)

## Нагороди
- Залізний хрест
  - 2-го класу (9 квітня 1941)
  - 1-го класу (31 березня 1942)
- Нагрудний знак мінних тральщиків (1941)
- Нагрудний знак підводника (13 жовтня 1944)